# Wilhelm Melliger
Wilhelm „Willi” Melliger (ur. 26 lipca 1953 w Buttwil, zm. 16 stycznia 2018) – szwajcarski jeździec sportowy, dwukrotny medalista olimpijski.
Sukcesy odnosił w skokach przez przeszkody. Brał udział w czterech igrzyskach olimpijskich na przestrzeni 16 lat (IO 84, IO 92, IO 96, IO 00). W 1996 roku zdobył srebro (na koniu Calvaro V) w konkursie indywidualnym, cztery lata później, ponownie na Calvaro V, w konkursie drużynowym. Drużynę tworzyli także Markus Fuchs, Beat Maendli i Lesley McNaught. Był wielokrotnym medalistą mistrzostw Europy, m.in. w 1993 sięgając po złoto zarówno indywidualnie jak i w drużynie (na Quinta C).